# Антон Ашкерц
Антон Ашкерц (псевдоним: Горазд) (9 януари 1856, Любляна – 10 юни 1912) е словенски поет, драматург и писател, представител на реализма в словенската литература.

## Биография
Роден е в селско семейство. След завършване на гимназията в Целе постъпва в семинарията в Марибор. Става свещеник през 1880 г. Назначен е за ръководител на Историческия архив на град Любляна от кмета на града Иван Хрибар през 1889 г.

## Творчество
Автор е на повече от 10 книги, лирически и епически творби, драматични произведения и пътеписи:
- „Балади и романси“ (1890)
- „Лирически и епически стихотворения“ (1896)
- „Златорог“ (1904)
- „Рапсодии на българския гуслар“ (1904) – посветена на българския народ. (На български: „Рапсодии на българския гуслар“. Поезия, проза, публицистика, писма. София, „Факел“ 2016, 168 стр. Превод на поезията Людмил Димитров. Превод на прозата Иван Димитров.)